# Olympisches Fußballturnier 1972/Gruppe 4
| Pl. | Land      | Sp. | S | U | N | Tore    | Diff. | Punkte |
| --- | --------- | --- | - | - | - | ------- | ----- | ------ |
| 1.  | Polen     | 3   | 3 | 0 | 0 | 011:200 | +9    | 06:0   |
| 2.  | DDR       | 3   | 2 | 0 | 1 | 011:300 | +8    | 04:20  |
| 3.  | Kolumbien | 3   | 1 | 0 | 2 | 005:120 | −7    | 02:40  |
| 4.  | Ghana     | 3   | 0 | 0 | 3 | 001:110 | −10   | 0:60   |

Gruppe 4 im olympischen Fußballturnier 1972:

## DDR – Ghana 4:0 (2:0)
| DDR                                                              | DDR | Ghana | Ghana |
| ---------------------------------------------------------------- | --- | --- | ----- |
| DDR                                                              | \| 1. Gruppenspieltag \| \| Montag, 28. August 1972 um 17:30 Uhr in München (Olympiastadion) \| \| Zuschauer: 40.000 \| \| Schiedsrichter: Michael Wuertz ( Vereinigte Staaten) \| \| Spielbericht \|                                                               | \| 1. Gruppenspieltag \| \| Montag, 28. August 1972 um 17:30 Uhr in München (Olympiastadion) \| \| Zuschauer: 40.000 \| \| Schiedsrichter: Michael Wuertz ( Vereinigte Staaten) \| \| Spielbericht \|          | Ghana |
| DDR                                                              | Jürgen Croy – Manfred Zapf – Lothar Kurbjuweit (69. Harald Irmscher), Konrad Weise, Siegmar Wätzlich – Jürgen Pommerenke, Bernd Bransch , Hans-Jürgen Kreische – Jürgen Sparwasser, Peter Ducke, Joachim Streich (75. Ralf Schulenberg) Cheftrainer: Georg Buschner | Essul Badu Mensah – John Eshun – Armah Akuetteh, Alex Mingle, Oliver Acquah – Kwasi Owusu, Samuel Yaw, Ibrahim Sunday – Osei Kofi (72. Peter Lamptey), Abukari Gariba, Malik Jabir Cheftrainer: Charles Gyamfi | Ghana |
| DDR                                                              | 1:0 Kreische (19.) 2:0 Streich (45.) 3:0 Sparwasser (66.) 4:0 Kreische (89.) | | Ghana |
| 1. Gruppenspieltag                                               | | |       |
| Montag, 28. August 1972 um 17:30 Uhr in München (Olympiastadion) | | |       |
| Zuschauer: 40.000                                                | | |       |
| Schiedsrichter: Michael Wuertz ( Vereinigte Staaten)             | | |       |
| Spielbericht                                                     | | |       |

## Polen – Kolumbien 5:1 (3:0)
| Polen                                                            | Polen | Kolumbien | Kolumbien |
| ---------------------------------------------------------------- | --- | --- | --------- |
| Polen                                                            | \| 1. Gruppenspieltag \| \| Montag, 28. August 1972 um 16:30 Uhr in Ingolstadt (ESV-Stadion) \| \| Zuschauer: 4.000 \| \| Schiedsrichter: Ahmed Gindil Salhi ( Sudan) \| \| Spielbericht \|                                                             | \| 1. Gruppenspieltag \| \| Montag, 28. August 1972 um 16:30 Uhr in Ingolstadt (ESV-Stadion) \| \| Zuschauer: 4.000 \| \| Schiedsrichter: Ahmed Gindil Salhi ( Sudan) \| \| Spielbericht \|                                                                           | Kolumbien |
| Polen                                                            | Hubert Kostka – Jerzy Gorgoń – Antoni Szymanowski, Zygmunt Anczok, Lesław Ćmikiewicz – Zygfryd Szołtysik (82. Jerzy Kraska), Kazimierz Deyna, Zygmunt Maszczyk – Włodzimierz Lubański , Robert Gadocha, Kazimierz Kmiecik Cheftrainer: Kazimierz Górski | Antonio Rivas – Gerardo Moncada – Dumas Guette, Orlando Rivas, Alvaro Calle – Domingo Gonzales (46. Fabio Espinosa), Willington Palacios, Ernesto Diaz (46. Ángel Torres) – Alvaro Santamaria, Carlos Lugo, Jaime Moron Cheftrainer: Todor Veselinović ( Jugoslawien) | Kolumbien |
| Polen                                                            | 1:0 Deyna (16.) 2:0 Deyna (32.) 3:0 Gadocha (42.) 4:0 Gadocha (49.) 5:1 Gadocha (72.) | 4:1 Moron (63.) | Kolumbien |
| Polen                                                            | Szołtysik | Espinosa | Kolumbien |
| 1. Gruppenspieltag                                               | | |           |
| Montag, 28. August 1972 um 16:30 Uhr in Ingolstadt (ESV-Stadion) | | |           |
| Zuschauer: 4.000                                                 | | |           |
| Schiedsrichter: Ahmed Gindil Salhi ( Sudan)                      | | |           |
| Spielbericht                                                     | | |           |

## Polen – Ghana 4:0 (1:0)
| Polen                                                              | Polen | Ghana | Ghana |
| ------------------------------------------------------------------ | --- | --- | ----- |
| Polen                                                              | \| 2. Gruppenspieltag \| \| Mittwoch, 30. August 1972 um 16:30 Uhr in Regensburg (Jahnstadion) \| \| Zuschauer: 2.200 \| \| Schiedsrichter: Lee Kan Chee ( Hongkong) \| \| Spielbericht \|                                                         | \| 2. Gruppenspieltag \| \| Mittwoch, 30. August 1972 um 16:30 Uhr in Regensburg (Jahnstadion) \| \| Zuschauer: 2.200 \| \| Schiedsrichter: Lee Kan Chee ( Hongkong) \| \| Spielbericht \|                       | Ghana |
| Polen                                                              | Hubert Kostka – Jerzy Gorgoń – Antoni Szymanowski, Zygmunt Anczok, Lesław Ćmikiewicz (46. Joachim Marx) – Zygmunt Maszczyk, Jerzy Kraska, Kazimierz Deyna – Włodzimierz Lubański , Robert Gadocha, Kazimierz Kmiecik Cheftrainer: Kazimierz Górski | Essul Badu Mensah – John Eshun – Edward Boye (46. Clifford Odame), Alex Mingle, Oliver Acquah – Joe Ghartey, Samuel Yaw, Ibrahim Sunday – Peter Lamptey, Abukari Gariba, Malik Jabir Cheftrainer: Charles Gyamfi | Ghana |
| Polen                                                              | 1:0 Lubański (40.) 2:0 Gadocha (59.) 3:0 Deyna (86.) 4:0 Gadocha (89.) | | Ghana |
| 2. Gruppenspieltag                                                 | | |       |
| Mittwoch, 30. August 1972 um 16:30 Uhr in Regensburg (Jahnstadion) | | |       |
| Zuschauer: 2.200                                                   | | |       |
| Schiedsrichter: Lee Kan Chee ( Hongkong)                           | | |       |
| Spielbericht                                                       | | |       |

## DDR – Kolumbien 6:1 (4:1)
| DDR                                                                  | DDR | Kolumbien | Kolumbien |
| -------------------------------------------------------------------- | --- | --- | --------- |
| DDR                                                                  | \| 2. Gruppenspieltag \| \| Mittwoch, 30. August 1972 um 16:30 Uhr in Passau (Dreiflüssestadion) \| \| Zuschauer: 4.500 \| \| Schiedsrichter: Abdelkader Aouissi ( Algerien) \| \| Spielbericht \|                                                               | \| 2. Gruppenspieltag \| \| Mittwoch, 30. August 1972 um 16:30 Uhr in Passau (Dreiflüssestadion) \| \| Zuschauer: 4.500 \| \| Schiedsrichter: Abdelkader Aouissi ( Algerien) \| \| Spielbericht \|                                                               | Kolumbien |
| DDR                                                                  | Jürgen Croy – Manfred Zapf – Lothar Kurbjuweit, Konrad Weise, Siegmar Wätzlich – Jürgen Pommerenke (71. Harald Irmscher), Hans-Jürgen Kreische, Bernd Bransch – Jürgen Sparwasser, Peter Ducke (62. Eberhard Vogel), Joachim Streich Cheftrainer: Georg Buschner | Antonio Rivas – Gerardo Moncada – Dumas Guette, Orlando Rivas, Alvaro Calle – Fabio Espinosa, Rafael Reyes (57. Vicente Revellon), Willington Palacios, Ernesto Diaz – Carlos Lugo (46. Ángel Torres), Jaime Moron Cheftrainer: Todor Veselinović ( Jugoslawien) | Kolumbien |
| DDR                                                                  | 1:0 Streich (1.) 2:0 Sparwasser (9.) 3:0 Streich (10.) 4:0 Ducke (31.) 5:1 Vogel (85.) 6:1 Kreische (88., Foulelfmeter) | 4:1 Espinosa (38.) | Kolumbien |
| DDR                                                                  | Lugo | | Kolumbien |
| 2. Gruppenspieltag                                                   | | |           |
| Mittwoch, 30. August 1972 um 16:30 Uhr in Passau (Dreiflüssestadion) | | |           |
| Zuschauer: 4.500                                                     | | |           |
| Schiedsrichter: Abdelkader Aouissi ( Algerien)                       | | |           |
| Spielbericht                                                         | | |           |

## Polen – DDR 2:1 (1:1)
| Polen                                                                     | Polen | DDR | DDR |
| ------------------------------------------------------------------------- | --- | --- | --- |
| Polen                                                                     | \| 3. Gruppenspieltag \| \| Freitag, 1. September 1972 um 16:30 Uhr in Nürnberg (Städtisches Stadion) \| \| Zuschauer: 10.000 \| \| Schiedsrichter: Werner Winsemann ( Kanada) \| \| Spielbericht \|                                                | \| 3. Gruppenspieltag \| \| Freitag, 1. September 1972 um 16:30 Uhr in Nürnberg (Städtisches Stadion) \| \| Zuschauer: 10.000 \| \| Schiedsrichter: Werner Winsemann ( Kanada) \| \| Spielbericht \|                                                             | DDR |
| Polen                                                                     | Hubert Kostka – Jerzy Gorgoń – Antoni Szymanowski, Zygmunt Anczok, Lesław Ćmikiewicz – Zbigniew Gut (82. Ryszard Szymczak), Jerzy Kraska, Marian Ostafiński – Kazimierz Deyna – Włodzimierz Lubański , Robert Gadocha Cheftrainer: Kazimierz Górski | Jürgen Croy – Manfred Zapf – Lothar Kurbjuweit (78. Jürgen Pommerenke), Konrad Weise, Siegmar Wätzlich (74. Eberhard Vogel) – Harald Irmscher, Hans-Jürgen Kreische, Bernd Bransch – Jürgen Sparwasser, Peter Ducke, Joachim Streich Cheftrainer: Georg Buschner | DDR |
| Polen                                                                     | 1:0 Gorgoń (6.) 2:1 Gorgoń (63.) | 1:1 Streich (45.) | DDR |
| Polen                                                                     | Wätzlich | | DDR |
| Polen                                                                     | Gadocha schießt beim Stand von 2:1 einen Foulelfmeter neben das Tor. | | DDR |
| 3. Gruppenspieltag                                                        | | |     |
| Freitag, 1. September 1972 um 16:30 Uhr in Nürnberg (Städtisches Stadion) | | |     |
| Zuschauer: 10.000                                                         | | |     |
| Schiedsrichter: Werner Winsemann ( Kanada)                                | | |     |
| Spielbericht                                                              | | |     |

## Kolumbien – Ghana 3:1 (0:0)
| Kolumbien                                                           | Kolumbien | Ghana | Ghana |
| ------------------------------------------------------------------- | --- | --- | ----- |
| Kolumbien                                                           | \| 3. Gruppenspieltag \| \| Freitag, 1. September 1972 um 20:00 Uhr in München (Olympiastadion) \| \| Zuschauer: 25.000 \| \| Schiedsrichter: Kurt Tschenscher ( BR Deutschland) \| \| Spielbericht \|                                                                  | \| 3. Gruppenspieltag \| \| Freitag, 1. September 1972 um 20:00 Uhr in München (Olympiastadion) \| \| Zuschauer: 25.000 \| \| Schiedsrichter: Kurt Tschenscher ( BR Deutschland) \| \| Spielbericht \|                       | Ghana |
| Kolumbien                                                           | Silvio Quintero – Gerardo Moncada – Rafael Reyes, Orlando Rivas, Vicente Revellon – Fabio Espinosa, Willington Palacios, Ernesto Diaz (77. Luis Montano) – Alvaro Santamaria (77. Carlos Lugo), Ángel Torres, Jaime Moron Cheftrainer: Todor Veselinović ( Jugoslawien) | Henry France – John Eshun – Armah Akuetteh (63. Edward Boye), Alex Mingle, Clifford Odame – Kwasi Owusu, Samuel Yaw, Ibrahim Sunday – Osei Kofi (46. Peter Lamptey), Abukari Gariba, Malik Jabir Cheftrainer: Charles Gyamfi | Ghana |
| Kolumbien                                                           | 1:0 Moron (56.) 2:0 Torres (60.) 3:1 Montano (82.) | 2:1 Sunday (79.) | Ghana |
| Kolumbien                                                           | Moncada | Sunday | Ghana |
| 3. Gruppenspieltag                                                  | | |       |
| Freitag, 1. September 1972 um 20:00 Uhr in München (Olympiastadion) | | |       |
| Zuschauer: 25.000                                                   | | |       |
| Schiedsrichter: Kurt Tschenscher ( BR Deutschland)                  | | |       |
| Spielbericht                                                        | | |       |